# Un nouveau dans la ville
Un nouveau dans la ville est un roman policier de Georges Simenon, écrit en octobre 1949 à Desert Sands, Tucson (Arizona), États-Unis et paru en 1950.

## Résumé
Au début de l'hiver, dans une petite ville du Maine, débarque un inconnu, vêtu de façon anonyme, quelconque à tout point de vue. Malgré son apparence, Justin Ward possède une grosse liasse de banknotes qu'il porte toujours sur lui. Ce n'est pas son statut d'étranger à la région qui attire l'attention (la tannerie voisine emploie des immigrés), mais bien son extrême réserve : il vit une vie fort réglée, se conforme aux habitudes de la population ; il rachète même un café-billard, mais ne livre jamais rien de lui-même. Il semble être sans passé, sans pensée et sans ombre. Mais sa seule présence a pour effet de faire naître l'hostilité : n'est-ce pas sous son influence que le « Yougo », un marginal pittoresque, prend conscience qu'on le tolère parce qu'il donne aux autres une bonne idée d'eux-mêmes ? Ce qui le pousse à déclencher une scène de violence. 
La curiosité inquiète de la ville se cristallise tout entière en la personne de Charlie, le tenancier d'un petit bar où Ward se rend chaque jour et qui s'est juré de pénétrer le mystère de son identité réelle. Il envoie même la photo du « nouveau » à un ami de Chicago, qui l'identifie comme un être malchanceux dont il a connu l'ex-épouse. Mais des révélations ultérieures font apparaître Ward sous un jour tout différent : il s'agit en réalité de « Kennedy », nom sous lequel se dissimule le secrétaire d'un gros industriel responsable du meurtre d'un chef de gang et qu'il a dénoncé pour une prime de 5 000 dollars, ce qui lui vaut d'être recherché par les membres de la bande.
Les vengeurs descendent sur la ville et liquident Ward-Kennedy. La ville se sent alors exorcisée.

## Aspects particuliers du roman
L’indifférence du personnage principal et son absence de communication déterminent chez lui une opacité que cherchent à percer ceux qui l’entourent : elle ne s’éclaircira qu’à la lumière d’un passé insoupçonné dont il apparaît comme détaché. 

## Fiche signalétique de l'ouvrage

### Cadre spatio-temporel

#### Espace
« La ville », dans l'état du Maine, dans le Nord-Est des États-Unis, près de la frontière canadienne, petit centre agricole avec une tannerie.

#### Temps
Époque contemporaine.

### Les personnages

#### Personnage principal
- Justin Ward (« le nouveau »), Américain. Sans profession ni état civil connus dans la ville ; en fait, Frank Leigh, ancien réceptionniste et emballagiste à Chicago, ancien secrétaire d’une entreprise textile qui l’employait sous le nom de Kennedy. Divorcé. La quarantaine.

#### Autres personnages
- Moggio, dit Charlie, Napolitain né à Brooklyn, barman.

## Éditions
- Édition originale : Presses de la Cité, 1950
- Tout Simenon, tome 4, Omnibus, 2002  (ISBN 978-2-258-06045-6)
- Livre de Poche, n° 31923, 2010  (ISBN 978-2-253-13391-9)
- Romans durs, tome 8, Omnibus, 2013  (ISBN 978-2-258-09395-9)
- Romans durs, tome 8, Omnibus, 2023  (ISBN 978-2-258-20265-8)

## Adaptations
- 1987 : Un nouveau dans la ville, épisode 8 de la série télévisée française L'Heure Simenon, réalisé par Fabrice Cazeneuve, avec Roger Jendly

## Source
- Maurice Piron, Michel Lemoine, L'Univers de Simenon, guide des romans et nouvelles (1931-1972) de Georges Simenon, Presses de la Cité, 1983, p. 152-153  (ISBN 978-2-258-01152-6)